# Filip Berkowicz
Filip Berkowicz (ur. 1977 w Jaśle) – polski muzykolog, menedżer kultury, kurator, wieloletni dyrektor artystyczny takich festiwali, jak Misteria Paschalia (2004–2016), Sacrum Profanum (2008–2015), Opera Rara (2009–2016) i Actus Humanus (od 2011).

## Życiorys
Jest absolwentem Państwowej Szkoły Muzycznej I st. im. Witolda Lutosławskiego w Jaśle.
Z wyróżnieniem ukończył muzykologię na Uniwersytecie Jagiellońskim w Krakowie (1996–2001) na podstawie pracy magisterskiej Technika transkrypcji Adama Jarzębskiego na przykładzie utworów o ustalonym pierwowzorze wokalnym napisanej pod kierunkiem dr hab. Zofii Dobrzańskiej-Fabiańskiej, prof. UJ, za którą otrzymał Nagrodę Związku Kompozytorów Polskich im. Ks. Prof. Hieronima Feichta. Następnie w 2002 podjął w Instytucie Muzykologii UJ studia doktoranckie, których nie ukończył. Jest autorem kilkudziesięciu haseł osobowych Encyklopedii muzycznej PWM (biogramy m.in. Władimir Puchalski, Josef Schalk, Franz Schalk, Simon Standage). Publikował artykuły muzykologiczne w branżowych pismach „Muzyka” i „Glossa” oraz teksty popularno-naukowe w serii Biblioteka Gazety Wyborczej – Wielcy Kompozytorzy (krótkie biografie Antonia Vivaldiego i Georga Philippa Telemanna).
W 2002 rozpoczął pracę w Polskim Wydawnictwie Muzycznym i uniwersyteckiej oficynie Musica Iagellonica. W 2004 rozpoczął pracę w Krakowskim Biurze Festiwalowym, gdzie był inicjatorem i wieloletnim dyrektorem wydarzeń podległych tej instytucji: festiwali Misteria Paschalia (2004–2016) i Sacrum Profanum (2008–2015)  oraz cyklu Opera Rara (2009–2016).
Równolegle pełnił funkcję pełnomocnika (2007–2010), a następnie doradcy (2011) prezydenta miasta Krakowa Jacka Majchrowskiego ds. kultury. Był jednym z pomysłodawców marki 6 Zmysłów, zbierającej według zamierzeń organizatorów najważniejsze imprezy kulturalne odbywające się w Krakowie. Odpowiadał za działalność Pawilonu Wyspiańskiego.
Jest dyrektorem artystycznym festiwalu Actus Humanus w Gdańsku (od 2011) oraz kuratorem festiwalu Auksodrone w Tychach (od 2018). W latach 2013–2015 był dyrektorem artystycznym Goodfest w Dębicy, który przekształcił z pikniku w festiwal, a następnie w latach 2015–2016 obejmował funkcję dyrektora artystycznego Kromer Biecz Festival w Bieczu.
Prowadził agencję Music Consulting Filip Berkowicz.

## Wybrane publikacje
- Filip Berkowicz. Nowo odnalezione pierwowzory utworów ze zbioru „Canzoni e concerti” Adama Jarzębskiego. „Muzyka”. XLVII (2002 nr 1). s. 97–105.
- Filip Berkowicz: Georg Philipp Telemann (CD + tekst). Arte dei suonatori, Dan Laurin – flet, Mark Caudle – viola da gamba (wyk. muz.). Mediasat Poland, 2005, s. 50, seria: Biblioteka Gazety Wyborczej – Wielcy kompozytorzy  (tom 6). ISBN 83-60004-12-9. (pol.).
- Filip Berkowicz: Antonio Vivaldi (CD + tekst). Accademia Bizantina, Ottavio Dantone – dyrygent, Stefano Montanari – skrzypce (wyk. muz.). Mediasat Poland, 2005, s. 43, seria: Biblioteka Gazety Wyborczej – Wielcy kompozytorzy  (tom 16). ISBN 83-60004-22-6. (pol.).

## Nagrody i wyróżnienia
- Nagroda im. Ks. Prof. Hieronima Feichta przyznawana przez Związek Kompozytorów Polskich (2004)[5]
- 4. miejsce w rankingu 50 najbardziej wpływowych menadżerów polskiej kultury tygodnika „Polityka” (2008)[16]
- wraz z Krakowskim Biurem Festiwalowym: nagroda Gwarancje Kultury przyznawana przez TVP Kultura za stworzenie trwałej jakości artystycznej festiwali: Misteria Paschalia i Sacrum-Profanum (2009)[17]
- odznaka „Honoris Gratia” prezydenta miasta Krakowa w uznaniu zasług dla Krakowa i jego mieszkańców (2011)[18]
- brązowy medal Zasłużony Kulturze Gloria Artis (2015)[19]